# Bedford-Stuyvesant
Pour les articles homonymes, voir Bedford et Stuyvesant.
Bedford-Stuyvesant (abrégé en « Bed-Stuy ») est un quartier de New York, situé dans l'arrondissement de Brooklyn.

## Localisation
Le quartier est limitrophe de celui de Clinton Hill.

## Histoire
Le nom du quartier provient de Pieter Stuyvesant qui fut gouverneur de la Nouvelle-Amsterdam au XVIIe siècle.
Ce quartier est surtout reconnu grâce au célèbre rappeur The Notorious B.I.G..
« Bed-Stuy » est aussi le lieu de tournage de la série Tout le monde déteste Chris (2005-2009).

## Dans la culture populaire
Bedford fut le lieu de tournage de Do the Right Thing de Spike Lee en 1989, ainsi que de Crooklyn (1994) et de Clockers (1995).

## Personnalités liées au quartier

### Artistes musicaux
- Aaliyah (1979 - 2001), chanteuse[1]
- Big Daddy Kane (1968 - ), rappeur[2]
- Imani Coppola (1978 - ), chanteuse[3]
- Desiigner (1997 - ), rappeur[4]
- Fabolous (1977 - ), rappeur[5]
- Foxy Brown (1978 -), rappeuse
- Richie Havens (1941 - 2013), musicien[6]

- Lena Horne (1917 - 2010), chanteuse[7]
- Jay-Z (born 1969), rappeur[8]
- Joey Badass (1995 - ), rappeur[9]
- Norah Jones (1979 - ), chanteuse[10]
- Talib Kweli (1975 - ), rappeur
- Lil' Kim (1974 - ), rappeuse[11]
- Maino (1973 - ), rappeur[12]
- Masta Ace (1966 - ), rappeur
- Memphis Bleek (1978 - ) rappeur[13]
- Stephanie Mills (1957 - ), chanteuse
- Sauce Money (1969 - ), rappeur
- Mos Def (1973 - ), rappeur
- Ali Shaheed Muhammad (1970 - ), DJ et producteur[14]
- Harry Nilsson (1941 - 1994), musicien[15]
- The Notorious B.I.G. (1972 - 1997), rappeur[16],[17]
- Oddisee (1985 - ), rappeur
- Ol' Dirty Bastard (1968 - 2004), rappeur
- Papoose (1978 - ), rappeur
- Skyzoo (1982 - ), rappeur
- Martha Wainwright (1976 - ), chanteuse
- Whodini, groupe de rap

### Cinéma
- William Forsythe (1955 -), acteur
- Jackie Gleason (1916 - 1987), acteur[18]
- Kadeem Hardison (1965 - ), acteur[19]
- Tracy Morgan (1968 -), acteur[20]
- Chris Rock (1965 - ), acteur et humoriste[21] Also made a TV series about his early life, with much of it based in Bedford-Stuyvesant.
- Gabourey Sidibe (1983 - ), actrice
- Vanessa A. Williams (1963 - ), actrice

### Écrivains
- Frank McCourt (1930 - 2009), écrivain[22]
- Brandon Stanton (1984 - ), écrivain

### Politiques
- Shirley Chisholm (1924 - 2005), membre de la Chambre des représentants des États-Unis[23]

### Sportifs
- Mark Breland (1963 - ), boxeur[24]
- Bobby Fischer (1943–2008), joueur d'échecs
- Connie Hawkins (1942 - 2017), basketteur[25]
- Wee Willie Keeler (1872 - 1923), basketteur[26]
- Floyd Patterson (1935 - 2006), boxeur
- Jackie Robinson (1919 - 1972), joueur de baseball[27]
- Mike Tyson (1966 - ), boxeur[28]
- Lenny Wilkens (1937 - ), basketteur[29]

### Autres
- Martha M. Place (1849 - 1899), meurtrière[30]
- Henryk Siwiak, victime d'un homicide dans ce quartier le 11 septembre 2001, jour des attentats contre le WTC. L'affaire reste non élucidée.